# Goyena
Goyena es una localidad argentina del partido de Saavedra, en la provincia de Buenos Aires.

## Acceso
Se accede desde un camino que se desprende de la Ruta Nacional 33. Se ubica a 24 km al oeste de la ciudad de Saavedra, 34 km al sudoeste de Pigüé (ciudad cabecera del partido), 68 km al noroeste de Tornquist y a 130 km de Bahía Blanca.

## Población
Cuenta con 516 habitantes (Indec, 2010), lo que representa un descenso del 6,7% frente a los 553 habitantes (Indec, 2001) del censo anterior. En esta localidad dio sus primeros pasos el Periodista Román Igartúa. Desde los cinco años, y hasta la pubertad, vivió su infancia Ezequiel Martínez Estrada, trasladado desde la provincia de Santa Fe, cuando su padre abrió en esta localidad un típico almacén de ramos generales. 
| Gráfica de evolución demográfica de Goyena entre 1991 y 2010 |
|                                                              |
| Fuente: Censos nacionales del INDEC                          |

## Ferrocarril
- Estación Goyena

## Historia
Fundado el 2 de abril de 1902 por un grupo de inmigrantes de Son Servera, España.
Sus fundadores José Marfil y Francisco Oliver. Su primera maestra fue Serafina Bascoy. En su homenaje una calle lleva su nombre.
El 26 de junio de 1976 se inaugura el Monumento a la Madre, en la plaza Gral. San Martín, obra del escultor José Herrero Sánchez.

## Hermanamiento
- Son Servera, España[1][2]